# La Cardona
La Cardona är en ort i Mexiko.   Den ligger i kommunen Mier y Noriega och delstaten Nuevo León, i den centrala delen av landet, 400 km norr om huvudstaden Mexico City. La Cardona ligger 1 913 meter över havet och antalet invånare är 600.
Terrängen runt La Cardona är huvudsakligen kuperad, men den allra närmaste omgivningen är platt. Terrängen runt La Cardona sluttar norrut. Runt La Cardona är det mycket glesbefolkat, med 6 invånare per kvadratkilometer. La Cardona är det största samhället i trakten. Omgivningarna runt La Cardona är i huvudsak ett öppet busklandskap.